# Vakondfélék
A vakondfélék (Talpidae) az emlősök (Mammalia) osztályának és az Eulipotyphla rendjének egyik családja.
A régebbi rendszertani besorolások szerint a rovarevők (Insectivora) rendjébe, aztán pedig rövid ideig a cickányalakúak (Soricomorpha) rendjébe tartozott. Mintegy 16 nem és 47 ma élő faj tartozik a családba.

## Tudnivalók
Ennek a családnak a fajai igen változatos élőhelyekkel, életmóddal és megjelenéssel rendelkeznek. A legtöbb faj főképp Európában és Ázsiában található meg, azonban Észak-Amerikát is benépesítik. Többségük a maguk által ásott földalatti járatokban élnek, de néhányuk a mocsaras területeket és a vízi életmódot választották, míg megint más fajok a bozótosok és erdők aljnövényzetébe rejtőzve keresik táplálékukat. A legkisebb 10 centiméteres és 12 grammos, míg a legnagyobb elérheti a 22 centimétert és az 550 grammos testtömeget is. Testüket általában fekete, sötétbarna vagy ezüstös-szürke, rövid szőrű, puha bunda borítja. Sokuknak bőr és bunda fedi a szemeiket, és nincs külső fülük. Mindegyikük ragadozó életmódot folytat, elsősorban földigilisztákkal, rovarokkal és egyéb gerinctelenekkel táplálkoznak; egyes fajok, ha nincs elegendő táplálék, növényi részeket is fogyaszthatnak. Általában magányos állatok, melyek csak a szaporodási időszakban keresik fel egymást. Egy-egy alomban átlagosan 2-5 kölyök lehet.

## Rendszerezés
A családba az alábbi 3 alcsalád tartozik:
- újvilági vakondformák (Scalopinae) Gill, 1875 - 2 nemzetség, 5 nem és 7 faj
- vakondformák (Talpinae) Fischer de Waldheim, 1817 - 5 nemzetség, 10 nem és 35 faj
- cickányvakondformák (Uropsilinae) Dobson, 1883 - 1 nem és 5 faj

## Képek

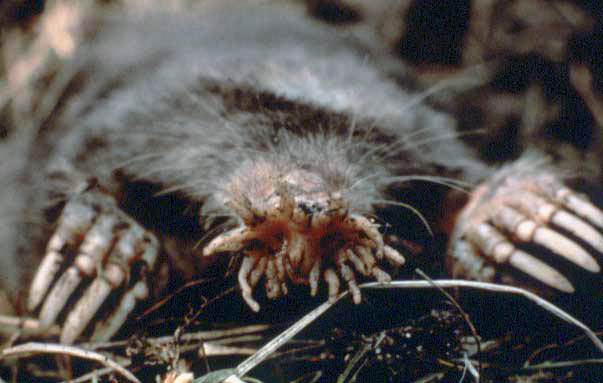
Csillagorrú vakond (Condylura cristata)
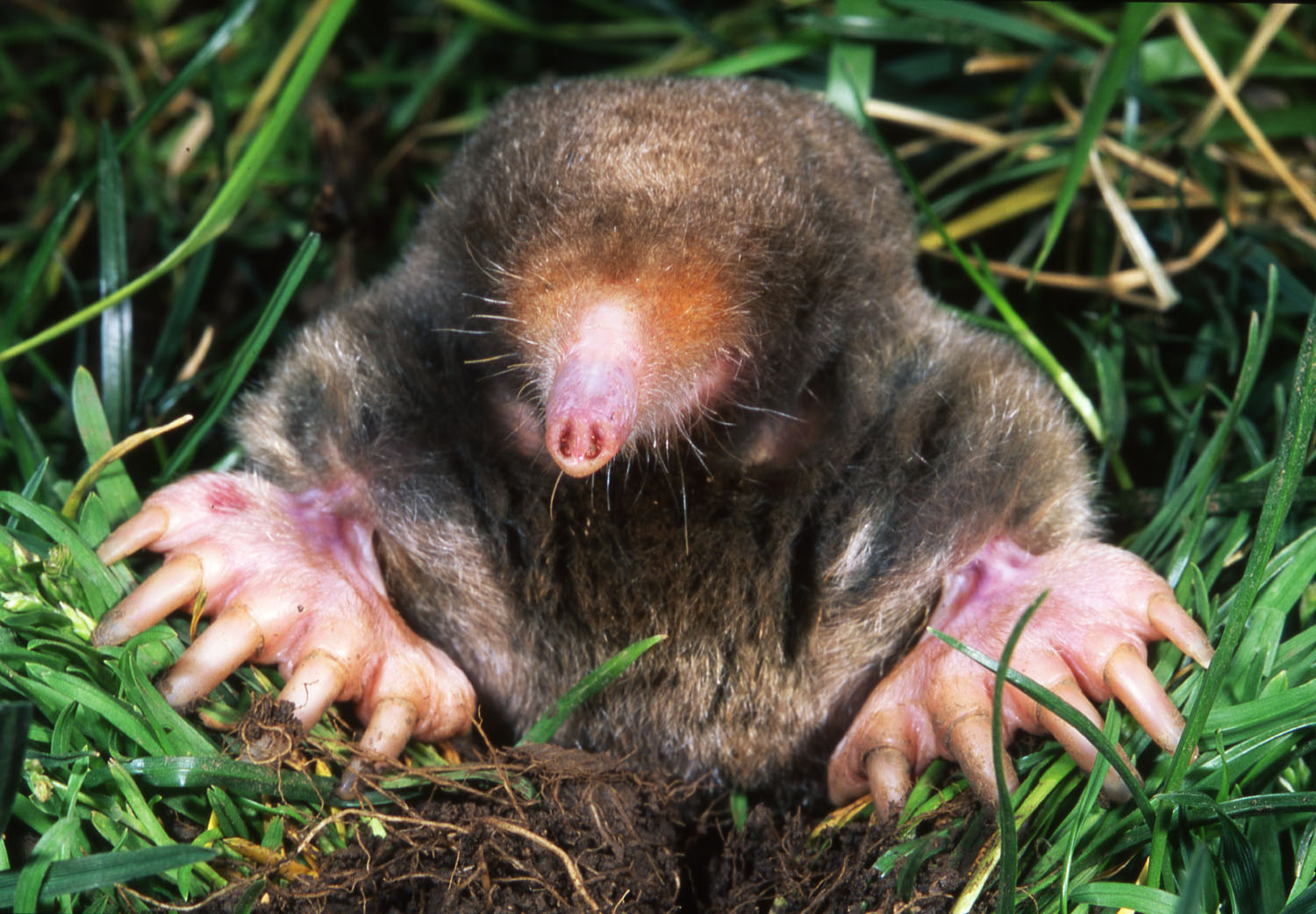
Csupaszfarkú vakond (Scalopus aquaticus)
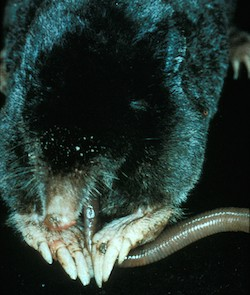
Parti vakond (Scapanus orarius)
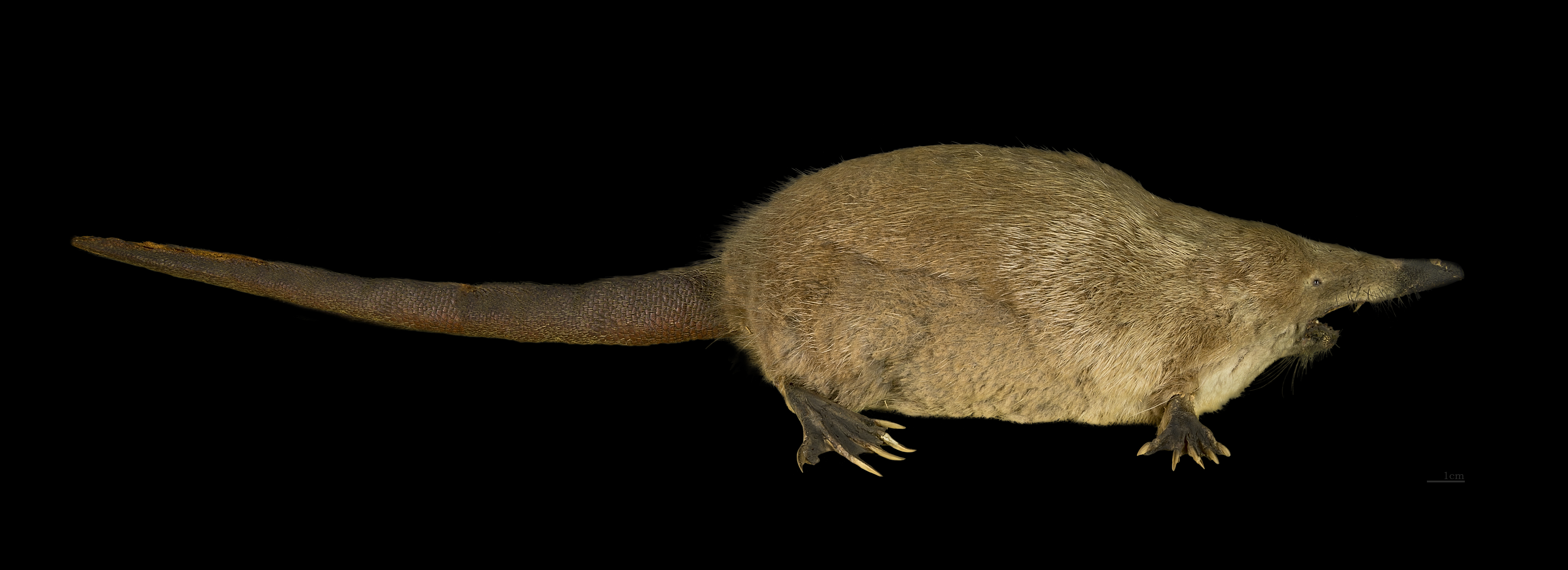
Keleti pézsmacickány (Desmana moschata)
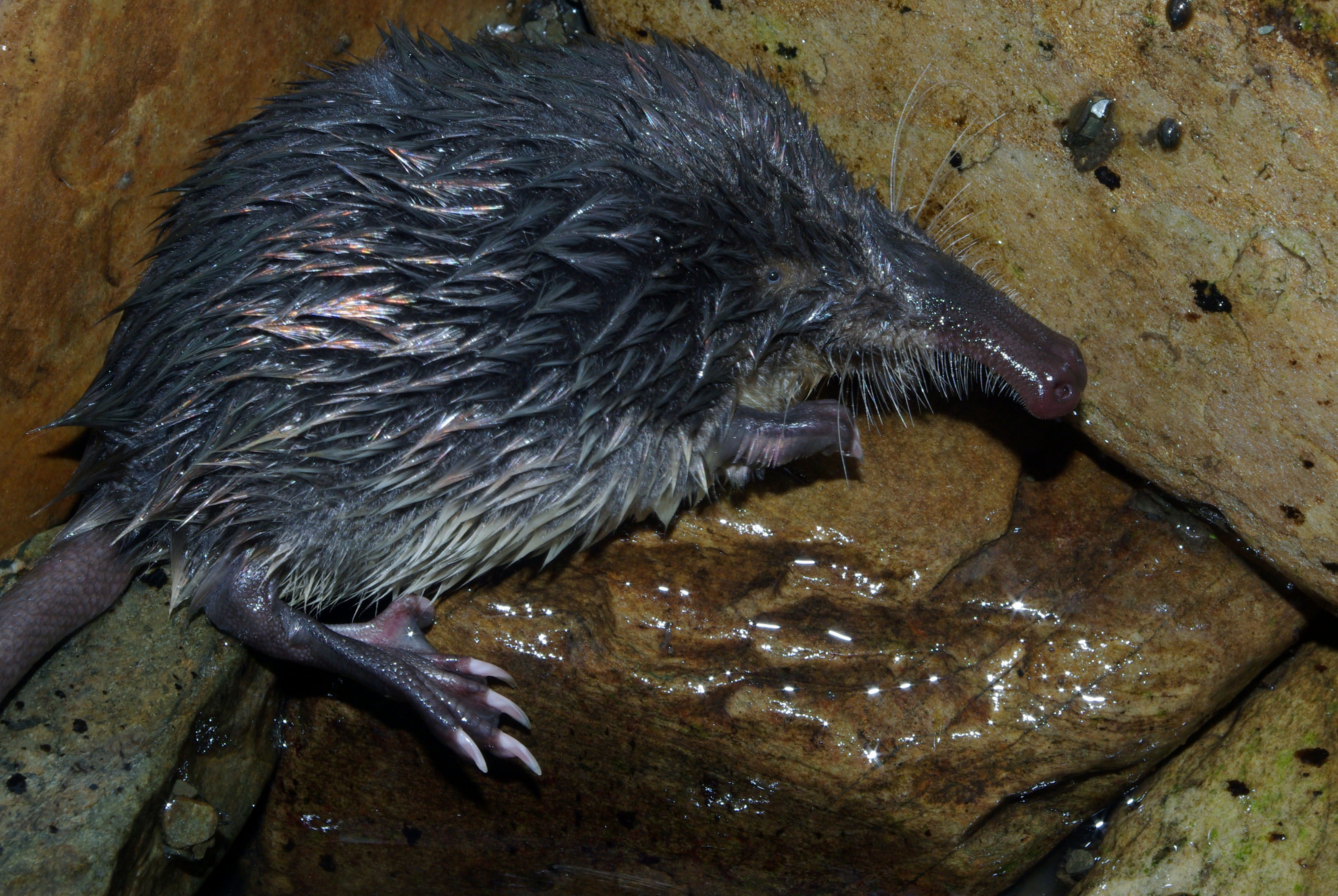
Pireneusi pézsmacickány (Galemys pyrenaicus)
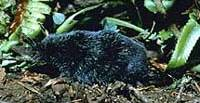
Amerikai cickányvakond (Neurotrichus gibbsii)
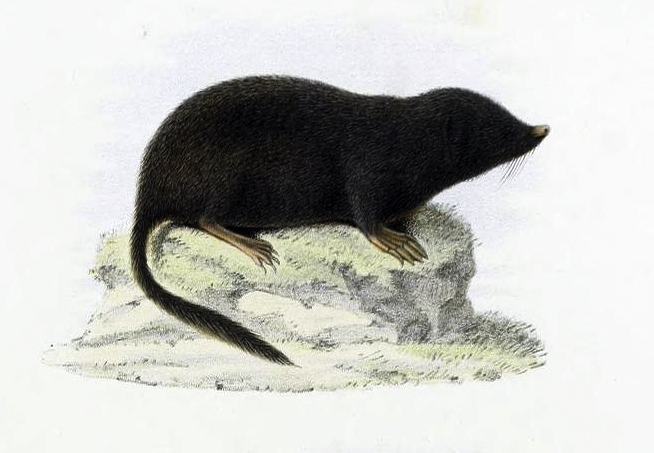
Hosszúfarkú vakond (Scaptonyx fusicaudus)
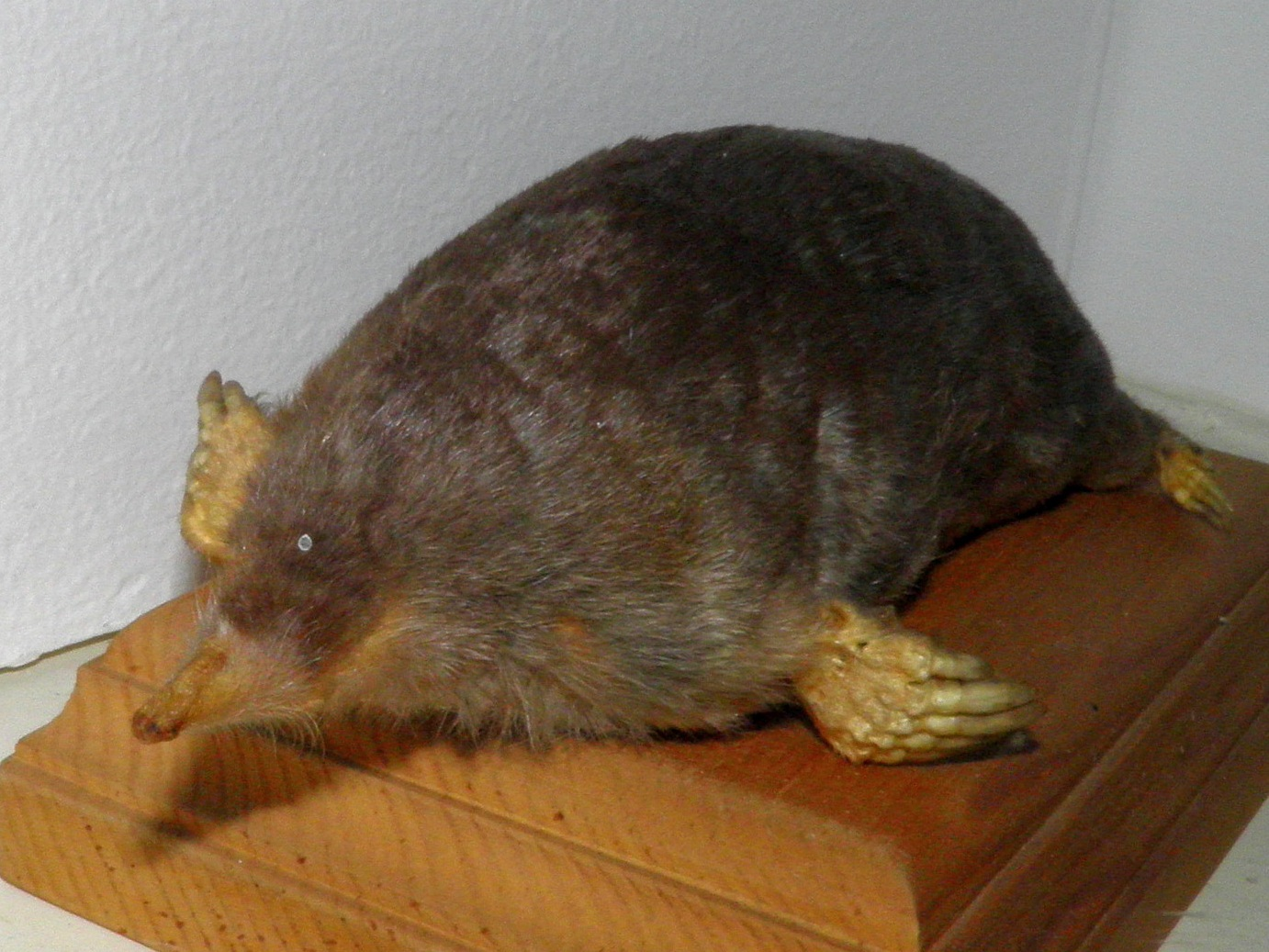
Japán vakond (Mogera wogura)
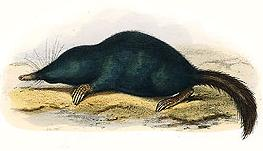
Japán cickányvakond (Urotrichus talpoides
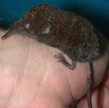
Cickányvakondforma-faj

### Fordítás
- Ez a szócikk részben vagy egészben  a   Talpidae című angol Wikipédia-szócikk ezen változatának fordításán alapul.  Az eredeti cikk szerkesztőit annak laptörténete sorolja fel. Ez a jelzés csupán a megfogalmazás eredetét és a szerzői jogokat jelzi, nem szolgál a cikkben szereplő információk forrásmegjelöléseként.